# Udo Köneke
Udo Köneke (* 30. Januar 1938 in Schöningen, Landkreis Helmstedt) ist ein niedersächsischer Politiker (SPD) und Mitglied des Niedersächsischen Landtages.
Köneke besuchte zunächst die Volksschule und wechselte später an das Gymnasium Anna-Sophianeum in Schöningen. Im Jahr 1959 legte er hier sein Abitur ab. Im Anschluss an seine Schulausbildung leistete er seinen Wehrpflicht ab und war zuletzt im Rang des Hauptmanns der Reserve. Köneke begann sein Lehrerstudium an der Kant-Hochschule in Braunschweig und war nach seinem Abschluss im Jahr 1964 als Lehrer tätig. Bis 1978 stieg er bis zum Konrektor an der Grundschule Blomberg auf. Er war Mitglied des Deutschen Gewerkschaftsbundes sowie Mitglied der Arbeiterwohlfahrt und des Deutschen Bundes für Vogelschutz.
Im Jahr 1972 wurde er Mitglied der SPD. Für seine Partei wurde er erster Vorsitzender des SPD-Unterbezirks Wittmund. Zudem wurde er erster Vorsitzender des Niedersächsischen Fußballverbandes im Kreis Wittmund und stellvertretender Vorsitzender des Landessportbundes in Niedersachsen.
Seit 1972 war er gewählter Ratsherr der Gemeinde Blomberg und der Samtgemeinde Holtriem. Hier war er zudem seit 1986 Bürgermeister der Samtgemeinde Holtriem. Seit 1977 war er Abgeordneter des Kreistages des Landkreises Wittmund. Köneke wurde in der neunten bis zwölften Wahlperiode zum Mitglied des Niedersächsischen Landtages vom 21. Juni 1978 bis 20. Juni 1994. Hier wurde er zum Vorsitzender des Ausschusses für Jugend und Sport vom 10. Juli 1986 bis 20. Juni 1994 gewählt.